# Korpus Karola X Gustawa

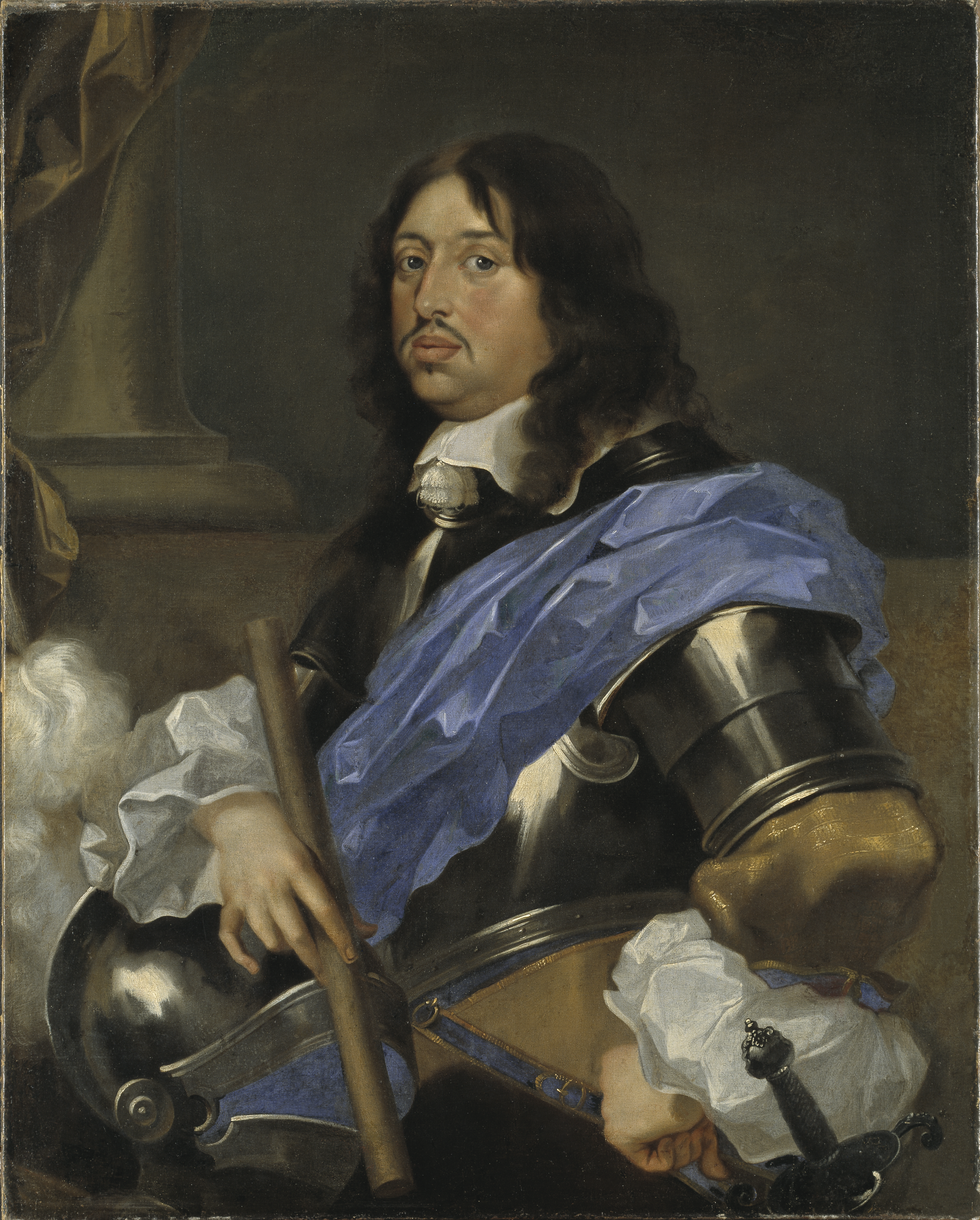
Karol X Gustaw

Korpus Karola X Gustawa – jeden z korpusów w strukturze organizacyjnej wojska szwedzkiego w połowie XVII wieku. Brał udział w walkach okresu II wojny północnej (1655–1660).

## Skład latem 1655
- 3 szwedzkie pułki jazdy
- 4 pułki jazdy najemnej (w tym rajtaria królowej)
- konna kompania gwardii Garde du Corps
- konna kompania gwardii Livgarde
- 7 kompanii rajtarii najemnej (wydzielone z pułków)
- pułk najemny pieszej gwardii królewskiej
- 8 pułków piechoty szwedzkiej
- 1 pułk piechoty fińskiej
- 1 pułk niezidentyfikowany (prawdopodobnie najemny)
- 1 kompania piechoty najemnej
- pół fińskiego pułku dragonii (prawdopodobnie 4 kompanie)

Razem:
- 4274 żołnierzy jazdy,
- 7255 żołnierzy piechoty,
- 450 żołnierzy dragonii,
- 60 dział ciężkich,
- 118 dział regimentowych.